# Alexander Stevens

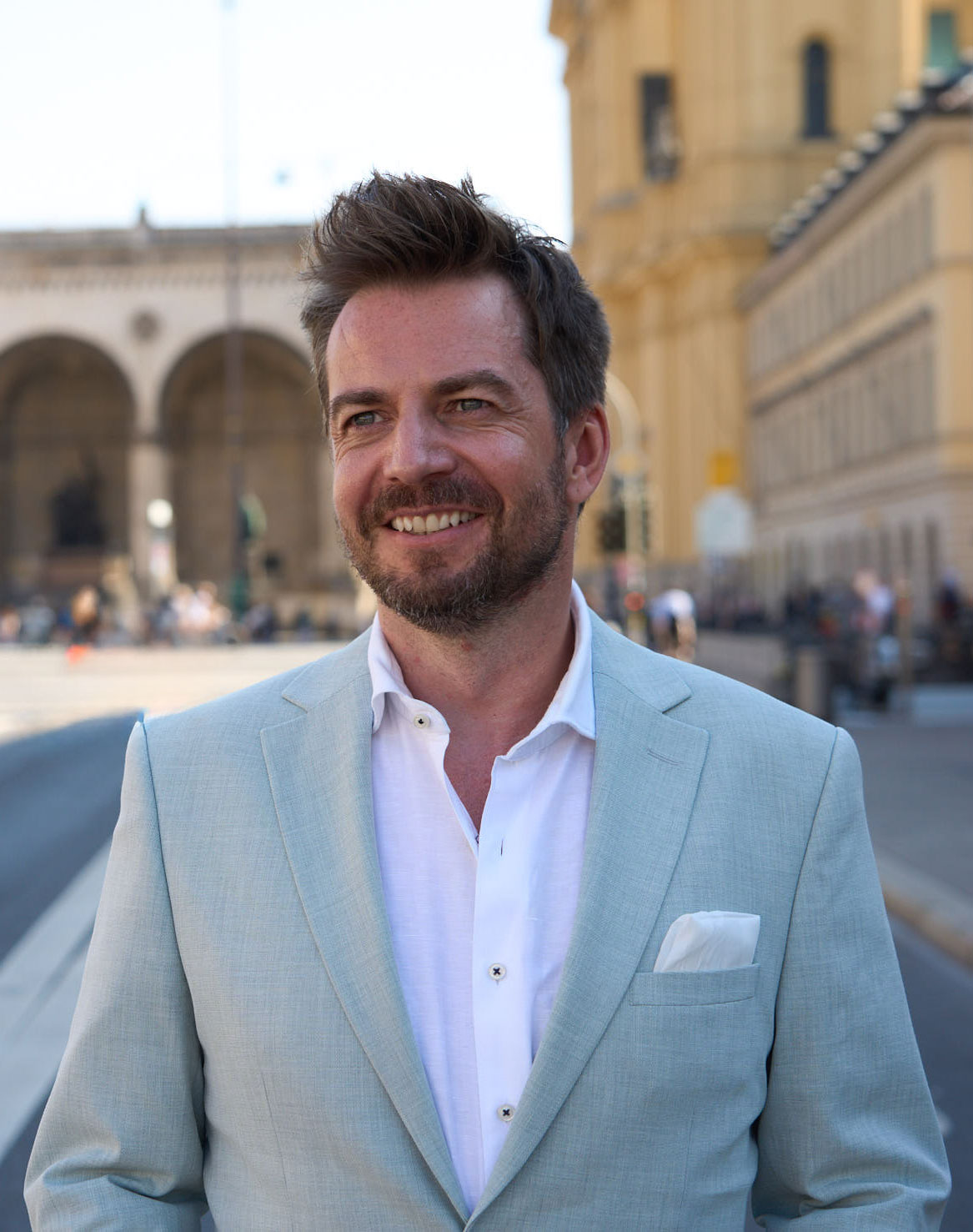
Alexander Stevens vor seiner Kanzlei am Odeonsplatz in München (2024)

Alexander Stevens (auch: Alexander Stephens) (* 20. April 1981 in München) ist ein deutsch-britischer Rechtsanwalt, Podcaster, Bestseller-Autor und ehemaliger Schauspieler.

## Leben
Zweisprachig aufgewachsen, war Stevens in jungen Jahren Synchronsprecher für die Arri und Bavaria Filmstudios und wurde bei einem TV-Auftritt in der Fernsehsendung „Dingsda“ vom Tölzer Knabenchor entdeckt. Im Jahr 1990 wechselte er dann zu den Regensburger Domspatzen.
Nach dem Abitur nahm Alexander Stevens ein Studium der Rechtswissenschaft auf, das er 2007 an der Universität Regensburg abschloss. Dort wurde er später auch beim Strafrechtler Friedrich-Christian Schroeder promoviert. Seit 2010 ist er als Rechtsanwalt und später als Fachanwalt für Strafrecht in München tätig. Von Juni 2011 bis Februar 2013 trat er in der pseudo-dokumentarischen Gerichtsshow Richter Alexander Hold auf. Außerdem spielte er von 2013 bis 2015 in der Fernsehserie Im Namen der Gerechtigkeit – Wir kämpfen für Sie! mit. Ferner trat er in verschiedenen TV-Sendungen wie Markus Lanz und dem Sat1-Frühstücksfernsehen auf. Zudem moderierte er die Gerichtssendung „Im Namen des Volkes“ auf RTL 2. Im Jahre 2017 veröffentlichte er die Spiegel-Bestseller Garantiert nicht strafbar und 9 1/2 Perfekte Morde sowie im Jahr 2023 Falsch verdächtigt, in welchem er Fälle seiner Mandanten beschreibt. Von Ende 2020 bis 2025 präsentierte Stevens in dem Bayern3 True Crime-Podcast ausgewählte Fälle aus seiner Kanzlei. Das Medienmagazin Zapp des NDR beschäftigt sich in einer 45-minütigen Dokumentation mit Stevens. Inzwischen ist Stevens nach mehreren Vorfällen, die öffentliche Kritik hervorriefen (beispielsweise von Opferschutzverbänden, Angehörigen von Opfern und Medienrechtlern) als Host des Bayern 3-Podcasts ausgeschieden.

## Anwaltliche Tätigkeit
Zu seinen bekanntesten Prozessen gehören das Verfahren im #MeToo-Fall gegen Dieter Wedel, in dem er die Schauspielerin Jany Tempel vertrat, der Prozess gegen den Musikprofessor Siegfried Mauser sowie ein Fall von sexueller Belästigung im Vatikan. Zudem vertrat er die Sängerin Schwesta Ewa sowie die Schauspielerin Antje Mönning. Im Prozess um den Dreifachmord von Starnberg 2021/22 verteidigte er einen Mitangeklagten und erhob Foltervorwürfe gegen die Polizei. Außerdem übernahm er 2022 die Vertretung des Sängers Gil Ofarim wegen falscher Verdächtigung sowie 2023 die des österreichischen Politikers und Bundespräsidentschaftskandidaten Gerald Grosz wegen übler Nachrede gegen den bayerischen Ministerpräsidenten Markus Söder und den Gesundheitsminister Karl Lauterbach. Seit 2023 vertritt er den sogenannten Neuschwanstein-Killer und die Hauptangeklagte im sogenannten Doppelgängerinnen-Mord.

## Veröffentlichungen
- Blaulicht und Martinshorn im Strafrecht. Springer Fachmedien, Wiesbaden 2016, ISBN 978-3-658-11504-3.
- Sex vor Gericht. Taschenbuch. Knaur, München 2016, ISBN 978-3-426-78812-7.
- 9 1/2 perfekte Morde. Wenn Schuldige davonkommen – Ein Strafverteidiger deckt auf. Taschenbuch. Piper, München 2017, ISBN 978-3-492-31144-1.
- (mit Stephan Lucas): Garantiert nicht strafbar. Knaur, München 2017, ISBN 978-3-426-78899-8.
- Verhängnisvolle Affären. Piper, München 2018, ISBN 978-3-492-31305-6.
- Auch die Würde des Mörders ist unantastbar, in: Polizeispiegel (DPolG), Mai 2019, S. 31.[23]
- Aussage gegen Aussage. Piper, München 2020, ISBN 978-3-492-22971-5.
- Der perfekte Mord? Lebenslänglich ungesühnt. Wahre Fälle eines Strafverteidigers. Piper, München 2022, ISBN 978-3-492-31869-3.
- Falsch verdächtigt. Schockierende Fälle des bekannten Strafverteidigers. Piper, München 2023, ISBN 978-3-492-31870-9.

## Filmografie
- 2011–2013: Richter Alexander Hold (als Verteidiger)
- 2012: Walulis sieht fern (Cameo-Auftritt)
- 2013–2016: Im Namen der Gerechtigkeit – Wir kämpfen für Sie! (als Verteidiger)
- seit 2019: Im Namen des Volkes – So urteilt Deutschland (als Moderator)